# Robert Hein
Robert svobodný pán (Freiherr) von Hein (20. ledna 1849, Opava – 8. ledna 1918, Vídeň) byl rakouský, respektive rakousko-uherský státní úředník. Ve státní správě sloužil přes čtyřicet let, z toho řadu let strávil na Moravě, svou kariéru završil jako zemský prezident v Korutansku.

## Životopis
Narodil se v Opavě jako starší syn opavského starosty a pozdějšího rakouského ministra spravedlnosti Franze Heina (1808–1890). Vystudoval právnickou fakultu ve Vídni a do státních služeb vstoupil v roce 1870 nejprve na moravském místodržitelství v Brně (1870–1873), poté pracoval na rakouském ministerstvu kultu a vyučování (1873–1878). V letech 1878-1881 pracoval znovu v Brně a v letech 1881–1886 byl okresním hejtmanem v Jihlavě. Poté znovu dlouhodobě působil na moravském místodržitelství, kde byl nakonec s titulem dvorního rady zástupcem místodržitele, respektive místodržitelským viceprezidentem (1895–1897). V letech 1897–1903 byl zemským viceprezidentem v Horních Rakousích a svou kariéru zakončil jako zemský prezident v Korutansku (1903–1912). Za zásluhy byl nositelem velkokříže Řádu Františka Josefa a rytířem Řádu železné koruny. Spolu s otcem užíval od roku 1871 šlechtický titul svobodného pána.
Jeho syn Robert Egon (1881–1945) byl rakouským diplomatem, vyslancem v Sovětském svazu a Polsku.
Robertův mladší bratr Viktor (1850–1914) byl zemským prezidentem v Kraňsku (1892–1905).